# Assyriska FF
Assyriska Fotbollsföreningen – szwedzki klub piłkarski grający obecnie w trzeciej lidze, mający siedzibę w mieście Södertälje, leżącym w regionie Sztokholmu.

## Historia
Assyriska Föreningen został założony w 1971 przez Asyryjczyków, emigrantów z Turcji i będących wyznawcami Syryjskiego Kościoła Ortodoksyjnego. Trzy lata później została utworzona drużyna piłkarska. Początkowo występowała w niższych ligach, a w 1992 po raz pierwszy awansowała do Division 1 (ówczesna II liga) jako pierwsza drużyna założona przez emigrantów. W 1993 spadła do trzeciej ligi, a ponowny awans do drugiej wywalczyła w 1997. W 1999 Assyriska przegrała baraże o awans do Allsvenskan z Örebro SK. W 2003 wystąpiła w finale Pucharu Szwecji, jednak przegrała 0:2 z IF Elfsborg. W 2004 awansowała jednak po raz pierwszy do szwedzkiej ekstraklasy. W drugiej lidze zajęła 3. miejsce, jednak Örebro zostało zdegradowane z powodu kłopotów finansowych. W 2005 Assyriska była ostatnia w lidze i spadła do Superettan, a rok później do Division 1.

## Sukcesy
- Allsvenskan:

14. miejsce (1): 2006
- Superettan:

3. miejsce (1): 2005
- Puchar Szwecji:

finał (1): 2003

## Reprezentanci kraju grający w klubie
- Martin Åslund
- Samuel Ayorinde
- Kennedy Bakircioglu
- Lamin Conateh
- Aziz Corr Nyang
- Pa Dembo Touray
- Michał Gębura
- Kaspars Gorkšs
- Mohamed Gouda
- Mikael Ishak
- Adelino Lino Lopes
- Mateus Lopes
- Maher Malki
- Elias Merkes
- Daniel Nannskog
- Kabba Samura